# Euxestonotus pini
Euxestonotus pini är en stekelart som först beskrevs av Debauche 1947.  Euxestonotus pini ingår i släktet Euxestonotus och familjen gallmyggesteklar. Inga underarter finns listade i Catalogue of Life.